# Le360
Le360 est un site d'actualité marocain fondé en 2013 et publiant en arabe et en français. Figure emblématique de la presse de diffamation au Maroc, sa ligne éditoriale est monarchiste et ultranationaliste. 
Le média est la propriété de la holding Edit Holding, codétenue notamment par Aziz Daki, proche du secrétaire particulier du roi, Mounir Majidi,.
Ce média est considéré comme un outil à la main du pouvoir marocain pour attaquer les journalistes à l'origine de révélations gênantes.

## Propriétaires et influences
Le360 est créé en 2013 mais, dès l'année suivante, il se rapproche de l'hebdomadaire arabophone Al Aan, qui cesse ses activités en novembre de la même année faute de lecteurs en nombre suffisant. Al Aan et Le360 partagent la même ligne éditoriale, au sein de Edit Holding.
Edit Holding est détenue à hauteur de 80 % par Aïcha Bouayad et de 20 % par Aziz Daki, un proche de Mounir Majidi,, ancien chroniqueur à Aujourd'hui le Maroc et ancien directeur du festival Mawazine.
Pour les journalistes Serge Michel et Youssef Ait Akdim du Monde, Le360 est un média proche du pouvoir marocain, qui attaque régulièrement les journalistes à l'origine de révélations gênantes. Le journaliste Vincent Coquaz de Libération rapporte que le « vrai patron » de Le360 est Mounir Majidi, secrétaire particulier de Mohammed VI. Selon Rosa Moussaoui, grand reporter à L’Humanité, Le360 a « pour fonction de diffuser la propagande de Mohamed VI et des services marocains ». De même le média espagnol El Confidencial, qualifie Le360 de « journal quasi officiel ».

## Controverses
Le360 est accusé par Human Rights Watch, et le Comité pour la protection des journalistes, de faire partie des « médias de diffamation », (un groupe de sites web qui ont pour ligne éditoriale d’attaquer des voix qui dérangent certains proches du pouvoir) et d'être un « outil à la main du pouvoir ». 
Le journal fait partie des médias alignés sur le gouvernement marocain qui alimentent la guerre médiatique entre l'Algérie et le Maroc, dans le but d'influencer l'opinion publique. Par exemple, un article du journal dépeint le régime algérien comme « criminel ». Il fait partie des médias marocains qui publient quotidiennement des commentaires ou des podcasts pour s'attaquer au gouvernement algérien.
En septembre 2023, Le360 diffuse un article, « Qui est vraiment Emmanuel Macron ? », critiquant la vie privée du président français et de ses proches. Emmanuel Macron est qualifié d'« homosexuel honteux » entretenant une relation extra-conjugale. Dans un autre article la relation entre Emmanuel Macron et le président de l’Algérie est qualifiée de « couple sadomaso ». Pour Libération, il s'agit d'une « succession d’allégations non étayées sur la vie privée d’Emmanuel Macron ». À contrario, Le360 dresse un portrait flatteur du roi Mohammed VI : « Un homme d’action, un travailleur inlassable peu enclin à la parole et aux propos qui ne se concrétisent par des actes performatifs »,.

## Procès contreLe 360
En 2015, le boxeur et écrivain Zakaria Moumni et les éditions Calman-Lévy ont déposé plainte pour diffamation à l’encontre du 360 auprès du Tribunal de grande instance de Paris.
En 2016, l'historien et militant politique marocain Maati Monjib a déposé une plainte contre Le 360 à Paris, accusant le média de « diffamation et affirmations mensongères, à la suite de plusieurs articles dénigrants, l’intéressé et des membres de sa famille parus dans le dit site durant les derniers mois et semaines,, ».